# Двинское (Калининградская область)
Двинское (до 1938 — Варкаллен (нем. Warkallen), до 1946 — Ролоффзек (нем. Roloffseck)) — посёлок в Гусевском городском округе Калининградской области. Входит в состав Кубановского сельского поселения.

## Население
| 1910 | 1933 | 1939 | 2002 | 2010 |
| ---- | ---- | ---- | ---- | ---- |
| 174  | ↘151 | ↘134 | ↘32  | ↗39  |

## История
Населённый пункт Варкаллен в 1938 году был переименован в Ролоффзек. В 1946 году посёлок получил современное название — Двинское.